# 施塔特湖
52°40′31″N 8°47′44″E / 52.67528°N 8.79556°E

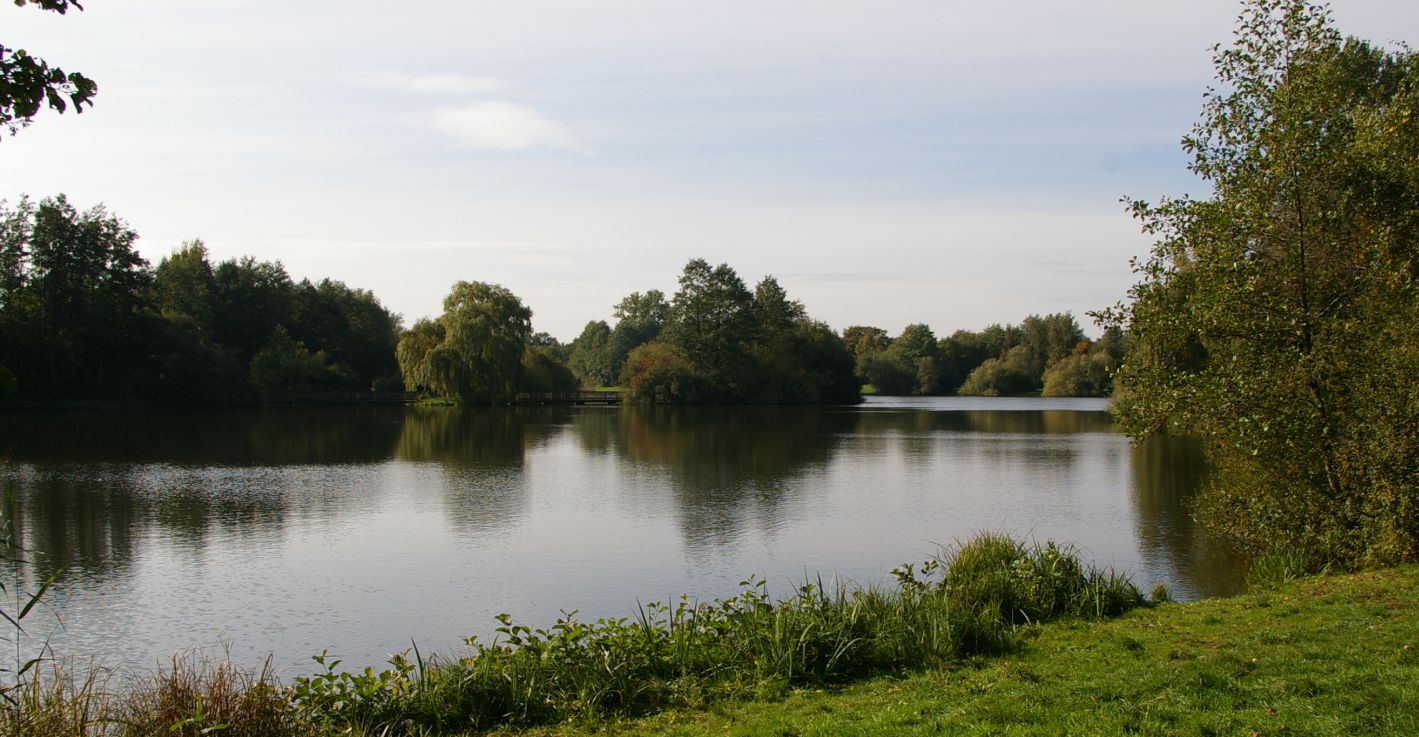

施塔特湖（德語：Stadtsee），是德國的湖泊，位於該國西北部，由下薩克森州負責管轄，處於蘇林根，該湖泊面積0.06平方公里，平均水深2.5米，最大水深4.8米。